# Belagerung von Verona
Iberischer Krieg
Thannuris – Dara – Satala – Callinicum – Martyropolis
Vandalenkrieg
Ad Decimum – Tricamarum
Gotenkrieg
1. Neapel – 1. Rom – Verona – Faventia – Mucellium – 2. Neapel – 2. Rom – 3. Rom – Sena Gallica – Busta Gallorum – Mons Lactarius – Casilinus
Eroberung von Spania
Maurenkriege
Mammes und Bourgaon – Babosis und Zerboule – Cillium – Marta – Felder von Cato
Lasischer Krieg
1. Petra – 2. Petra – 3. Petra – 1. Archäopolis – Cotais – 2. Archäopolis – Telephis–Ollaria – Onoguris (3. Archäopolis) – Phasis – Tzacher
Die Belagerung von Verona 541 n. Chr. endete mit einer Niederlage der Byzantiner.
Nach der Ernennung von Totila zum neuen König der Ostgoten gab Justinian seinen Befehlshabern die Order, weitere Gebiete in Italien zu erobern.
Schließlich hoben Johannes, Bessas, Vitalius und weitere Kommandeure Garnisonen in den größeren Städten Italiens zum Schutz aus und marschierten mit einer Streitmacht von etwa 12.000 Mann gegen Verona. Durch einen römischen Verräter konnten sich die Byzantiner mit einer kleinen Truppe von etwa 100 Mann unter dem persischen Hauptmann Artabazes in der Nacht Zugang zur Stadt verschaffen, die Wachmannschaften töten und nach kurzem Kampf die gotische Garnison zum Rückzug zwingen.
Nach dieser offensichtlich schnellen Einnahme der Stadt kam es jedoch unter den byzantinischen Kommandeuren, die vor den Stadtmauern ein großes Feldlager errichtet hatten, zum Streit über die Beuteverteilung. Als der gotischen Garnison gewahr wurde, dass die Byzantiner nicht mit ihrer Hauptstreitmacht die Stadt besetzten und Totila mit Verstärkungen herangerückt war, kehrten sie in die Stadt zurück und trieben die Besatzungstruppen unter Artabazes zurück. Da die Tore verschlossen waren, mussten Artabazes und seine verbleibenden Männer unter schweren Verlusten über die Mauern fliehen. Nach der Einnahme der Stadt durch Totila zogen sich die Byzantiner über den Po zurück und mussten auf ihrem Rückmarsch in der Schlacht von Faventia eine entscheidende Niederlage hinnehmen, die einen weiteren Vormarsch in Italien vorerst verhinderte.

## Quelle
- Prokopios von Caesarea: Werke - 2: Gotenkriege (gr.-dt.), übersetzt und herausgegeben von Otto Veh, Bücherei Tusculum, 2. Bd., Heimeran, München 1966, ISBN 9783776520668, S. 455–461.